# Funny How Time Flies (When You’re Having Fun)
A Funny How Time Flies (When You’re Having Fun) Janet Jackson amerikai énekesnő hetedik, utolsó kislemeze harmadik, Control című albumáról. Csak az Egyesült Királyságban és Ausztráliában jelent meg kislemezen; az Egyesült Államokban csak a rádióknak küldték el 1987-ben. A dalt Jackson, Jimmy Jam és Terry Lewis írták. Videóklip nem készült hozzá.

## Fogadtatása
A kislemez nem aratott nagy sikert az Egyesült Királyságban, csak az 59. helyig jutott a slágerlistán. Az USA-ban azonban annak ellenére, hogy fel sem került a slágerlistákra, a késő esti R&B-rádiók egyik kedvence lett.
Janet édesanyja, Katherine Jackson ezt az egy dalt sosem volt hajlandó végighallgatni az albumról, mert zavarta legkisebb lányának erotikus nyögdécselése a dal végén.
Jackson turnén először 2008-ban adta elő a dalt, a Rock Witchu turnén.
Stanley Clarke dzsessz-zenész 1988-ban feldolgozta a dalt If This Bass Could Only Talk című albumán. Részletet használ fel a dalból a The Lost Boyz Renee és Camp Lo Coolie High című dala, mindkettő 1996-ban jelent meg.

## Nemhivatalos remixek
- Snoop Dogg Mix – 4:40
- States Mix – 3:37

## Számlista[1]
7" kislemez (Egyesült Királyság)
1. Funny How Time Flies (When You’re Having Fun) – 4:29
2. When I Think of You – 3:57

12" maxi kislemez (Egyesült Királyság)
1. Funny How Time Flies (When You’re Having Fun) – 4:29
2. Nasty (Cool Summer Mix Part 1 Edit) – 7:57
3. When I Think of You (Dance Remix) – 6:25

## Helyezések
| Slágerlista (1987) | Legmagasabb helyezés |
| ------------------ | -------------------- |
| Brit kislemezlista | 59                   |
| Ír kislemezlista   | 24                   |